# Pokrvenik (gmina Raška)
Pokrvenik (cyr. Покрвеник) – wieś w Serbii, w okręgu raskim, w gminie Raška. W 2011 roku liczyła 3 mieszkańców.